# Karel Bláha
Karel Bláha (* 1. Juni 1975) ist ein ehemaliger tschechischer Leichtathlet, der sich auf den Sprint spezialisiert hat. 2000 wurde er mit der tschechischen 4-mal-400-Meter-Staffel in Gent Halleneuropameister und feierte damit seinen größten sportlichen Erfolg.

## Sportliche Laufbahn
Erste internationale Erfahrungen sammelte Karel Bláha vermutlich im Jahr 1998, als er bei den Europameisterschaften in Budapest mit der tschechischen 4-mal-400-Meter-Staffel in 3:04,37 min den siebten Platz belegte. Im Jahr darauf belegte er bei den Militärweltspielen in Zagreb in 47,19 s den vierten Platz im 400-Meter-Lauf und 2000 siegte er mit der Staffel in 3:06,10 min gemeinsam mit Jiří Mužík, Jan Poděbradský und Štěpán Tesařík bei den Halleneuropameisterschaften in Gent. Im Jahr darauf schied er bei den Weltmeisterschaften im kanadischen Edmonton mit 45,82 s in der ersten Runde über 400 Meter aus und kam mit der Staffel mit 3:04,27 min nicht über den Vorlauf hinaus. 2002 schied er bei den Halleneuropameisterschaften in Wien mit 47,01 s in der Vorrunde über 400 Meter aus und im August belegte er bei den Freiluft-Europameisterschaften in München in 46,21 s den siebten Platz. Zudem gelangte er dort im Staffelbewerb mit 3:03,82 min auf Rang vier. Anschließend belegte er bei den Militär-Weltmeisterschaften in Tivoli in 46,21 s den vierten Platz über 400 Meter, ehe er beim IAAF World Cup in Madrid mit der europäischen Auswahl über 4-mal 400 Meter disqualifiziert wurde. 2006 schied er bei den Europameisterschaften in Göteborg mit 46,60 s in der ersten Runde über 400 Meter aus und 2008 beendete er seine aktive sportliche Karriere im Alter von 33 Jahren.
In den Jahren von 1999 bis 2002 sowie 2005 und 2006 wurde Bláha tschechischer Meister im 400-Meter-Lauf im Freien sowie 2004 in der Halle.

## Persönliche Bestzeiten
- 400 Meter: 45,82 s, 15. Juli 2000 in Pilsen
  - 400 Meter (Halle): 46,39 s, 6. Februar 2000 in Stuttgart